# Ballylickey
Ballylickey o Ballylicky (en irlandès Béal Átha Leice) és una vila d'Irlanda, al comtat de Cork, a la província de Munster. Es troba vora la carretera secundària N71 vora Bantry, i el riu Ovane el separa de la badia de Bantry.

## Personatges
- Philip Graves, periodista qui va exposar que els Els Protocols dels Savis de Sió era un frau.
- Ellen Hutchins, botànica